# Occhio!
Occhio! è un gioco astratto Luca Lamberti, autopubblicato.

## Svolgimento del gioco
Si tratta di un gioco di movimento su un tavoliere circolare. La cattura è per consegna (sandwitch). L'obiettivo è lasciare l'avversario con una sola pedina.

### Varianti
La scatola del gioco comprende le regole per una variante con elementi di casualità.

## Edizioni
È stata pubblicata un'unica edizione nel 1997, da parte della Jokerman, azienda dell'autore che non ha pubblicato altri giochi.

## Riconoscimenti
- Best of Show: 1997